# Tlepolemos (Regent)
Tlepolemos (altgriechisch Τληπόλεμος Tlēpólemos) war ein General und Politiker des Ptolemäerreichs. Sein Vater hieß Arpates; möglicherweise war Tlepolemos der Enkel des früheren ptolemäischen Politikers Tlepolemos. Nach Polybios war Tlepolemos mit der Demeter-Priesterin Danaë verheiratet.
Unter König Ptolemaios IV. war Tlepolemos Truppenführer, nach dessen Tod 204 v. Chr. Stratege von Pelusium. Im Jahr 203 v. Chr. löste er den Aufstand in Alexandria aus, in dessen Verlauf der Regent (epitropos) Agathokles entmachtet wurde. Tlepolemos übernahm gemeinsam mit Sosibios die Regentschaft des unmündigen Königs Ptolemaios V. Noch im selben Jahr entmachtete er Sosibios jedoch und führte ab dem Frühjahr oder Sommer 202 v. Chr. die Regierung allein. Da in dieser Zeit die Seleukiden das Ptolemäerreich bedrohten, ersuchte Tlepolemos das Römische Reich um Schutz, wurde jedoch abgewiesen.
Schon 201 wurde Tlepolemos von dem Politiker Aristomenes von Alyzeia entmachtet. Als Grund dafür gibt Polybius in einer Charakterstudie erwiesene Unfähigkeit an, insbesondere bei der Abwehr der Seleukiden. Tlepolemos kehrte nach Xanthos zurück, wo er erst unter ptolemäischer, später unter seleukidischer Herrschaft Priester pro poleos (für die Städte) war. Als Nachfolger in diesem Amt werden seine Nachkommen vermutet.